# Hermite (cratère)
Pour les articles homonymes, voir Hermite.
Hermite est un cratère d'impact lunaire situé sur de la face visible de la Lune tout près du pôle Nord. Il se situe juste à côté du cratère Grignard. Il s'agit d'un vieux cratère érodé avec un rebord externe robuste qui est entaillé et incisé à partir d'impacts ultérieurs. Le cratère Lenard recouvre le bord sud-ouest, et les deux formations ont fusionné pour partager un plancher intérieur commun. Une paire de petits cratères se trouve le long de la partie sud du rebord et un petit cratère est également fixée près de l'extrémité nord. Au sud, deux cratères sont présents, Lovelace (en) et Sylvester. À l'ouest s'étend le cratère Rozhdestvenskiy.
En 1964, l'Union astronomique internationale lui a attribué le nom d'Hermite en l'honneur du mathématicien français Charles Hermite.

## Cratères satellites

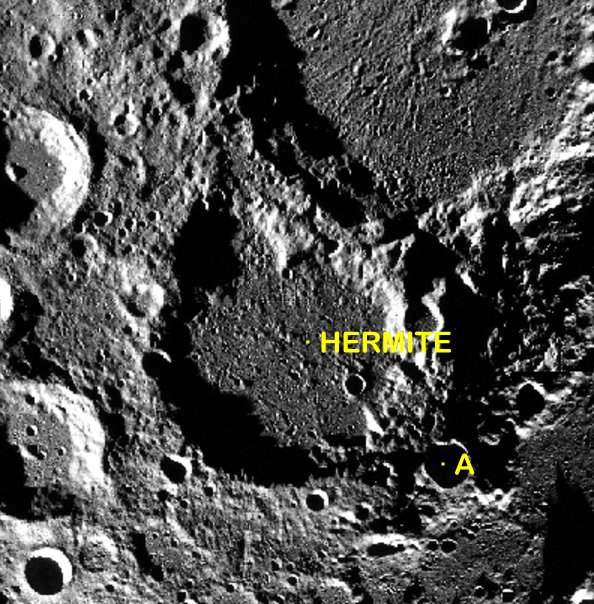
Carte des cratères satellites de Hermite.

Par convention, les cratères satellites sont identifiés sur les cartes lunaires en plaçant la lettre sur le côté du point central du cratère qui est le plus proche de Hermite.
| Hermite | Coordonnées | Diamètre |
| ------- | ----------- | -------- |
| A       | 87,8, −47,1 | 20 km    |